# Fechtweltmeisterschaften 1983
Die 33. Fechtweltmeisterschaft fand 1983 in Wien statt. Es wurden acht Wettbewerbe ausgetragen, sechs für Herren und zwei für Damen.

## Herren

### Florett, Einzel
| Platz | Land | Sportler           |
| ----- | ---- | ------------------ |
| 1     | URS  | Alexander Romankow |
| 2     | FRG  | Mathias Gey        |
| 3     | POL  | Marian Sypniewski  |

### Florett, Mannschaft
| Platz | Land           | Sportler                                                            |
| ----- | -------------- | ------------------------------------------------------------------- |
| 1     | BR Deutschland | Harald Hein, Matthias Behr, Klaus Reichert, Frank Beck, Mathias Gey |
| 2     | DDR            | Adrian Germanus, Klaus Kotzmann, Jens Howe, Hartmuth Behrens        |
| 3     | Kuba           | Ignacio González, Pedro Hernández, Efigenio Favier, Oscar García    |

### Degen, Einzel
| Platz | Land | Sportler       |
| ----- | ---- | -------------- |
| 1     | FRG  | Elmar Borrmann |
| 2     | SUI  | Daniel Giger   |
| 3     | ITA  | Angelo Mazzoni |

### Degen, Mannschaft
| Platz | Land           | Sportler                                                            |
| ----- | -------------- | ------------------------------------------------------------------- |
| 1     | Frankreich     | Olivier Lenglet, Philippe Boisse, Michel Salesse, Jean-Michel Henry |
| 2     | BR Deutschland | Alexander Pusch, Elmar Borrmann, Rafael Nickel, Volker Fischer      |
| 3     | Italien        | Angelo Mazzoni, Roberto Manzi, Sandro Cuomo, Stefano Bellone        |

### Säbel, Einzel
| Platz | Land | Sportler               |
| ----- | ---- | ---------------------- |
| 1     | BUL  | Wassil Etropolski      |
| 2     | ITA  | Gianfranco Dalla Barba |
| 3     | BUL  | Christo Etropolski     |

### Säbel, Mannschaft
| Platz | Land        | Sportler                                                                                 |
| ----- | ----------- | ---------------------------------------------------------------------------------------- |
| 1     | Sowjetunion | Michail Burzew, Wiktor Krowopuskow, Andrei Alschan, Heorhij Pohossow, Khoussein Ismailow |
| 2     | Ungarn      | Imre Gedővári, György Nébald, Imre Abay, Imre Bujdosó, György Varga                      |
| 3     | Italien     | Giovanni Scalzo, Michele Maffei, Ferdinando Meglio, Gianfranco Dalla Barba, Marco Marin  |

## Damen

### Florett, Einzel
| Platz | Land | Sportlerin        |
| ----- | ---- | ----------------- |
| 1     | ITA  | Dorina Vaccaroni  |
| 2     | ITA  | Carola Cicconetti |
| 3     | CHN  | Luan Jujie        |

### Florett, Mannschaft
| Platz | Land           | Sportlerinnen                                                                  |
| ----- | -------------- | ------------------------------------------------------------------------------ |
| 1     | Italien        | Dorina Vaccaroni, Carola Cicconetti, Anna Rita Sparaciari, Clara Mochi         |
| 2     | BR Deutschland | Cornelia Hanisch, Ute Wessel, Ingrid Losert, Sabine Bischoff, Christiane Weber |
| 3     | Ungarn         | Edit Kovács, Zsuzsanna Jánosi, Katalin Győrffy, Gertrúd Stefanek               |